# Zeljko
Hrvatsko prezime Zeljko u Crnču (Široki Brijeg) je prema predajama nastalo od prezimena Vuletić. Danas prezimena Vuletić nema u Crnču, a o njima se čuva uspomena u nazivu seoskog groblja u Donjem Crnču koje se još i danas zove Vuletića groblje iako već odavno nema Vuletića. Vuletića još ima u susjednom selu Dobrkovići.
Zeljka se podosta odselio iz Crnča, pa ih danas ima u Dobrkovićima, Izbičnu, Širokom Brijegu, Mostaru i drugim mjestima na području Bosne i Hercegovine, zatim u Hrvatskoj i drugim državama Europe i svijeta.